# Haus Nispert

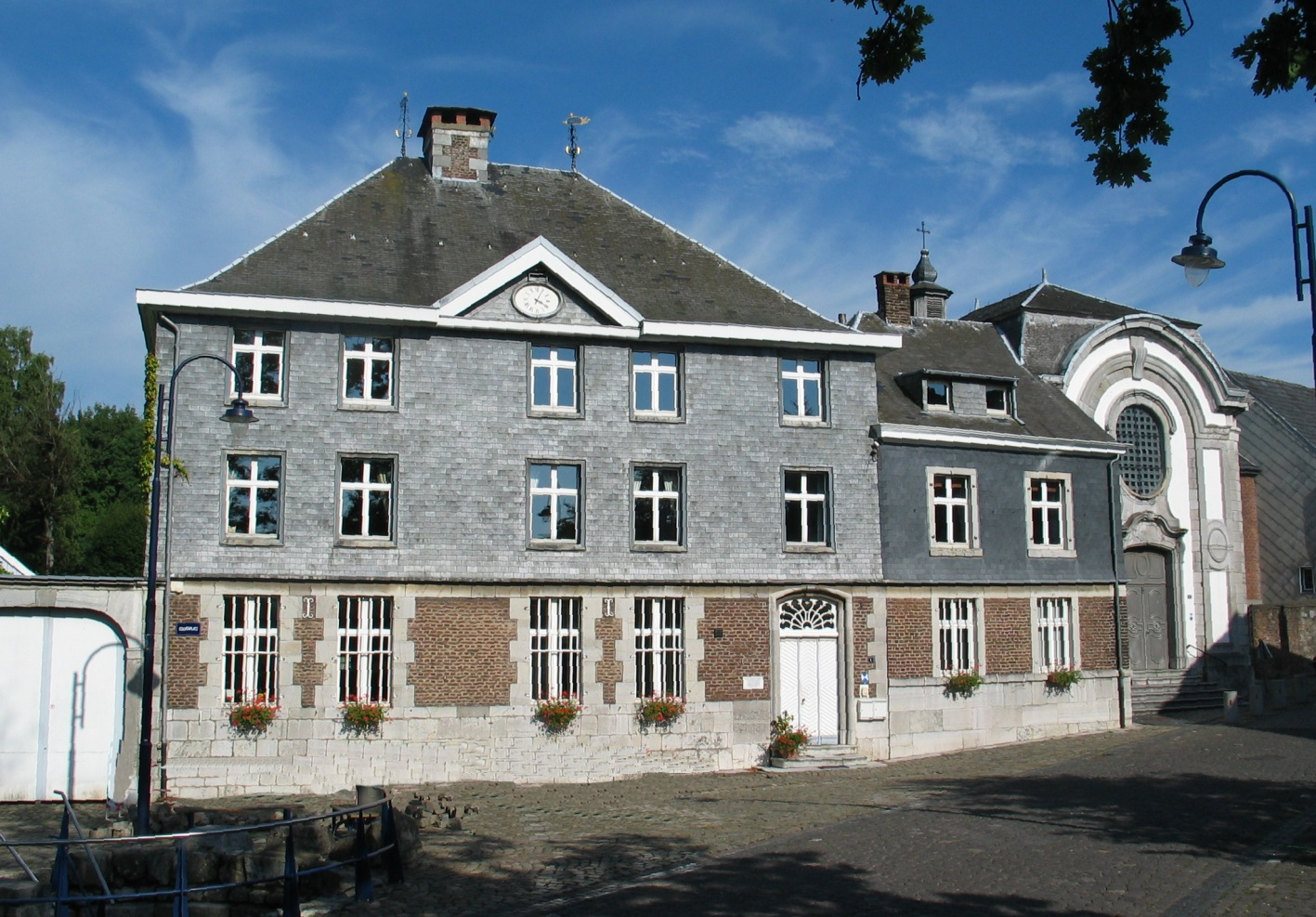
Haus Nispert mit Anbau und Kapelle

Das Haus Nispert ist ein seit Mitte des 17. Jahrhunderts bestehenden Bürgerhauses in Eupen in der Deutschsprachigen Gemeinschaft von Ostbelgien. Es wurde 1742 im Stil des Barocks nach Plänen von Johann Joseph Couven ausgebaut und 1983 unter Denkmalschutz gestellt. Mit dem Haus verbunden ist die angrenzende Nisperter Kapelle, die 1747 ebenfalls nach Plänen von Couven nachträglich noch errichtet worden war. Darüber hinaus wurde 1990 die zum Gebäudekomplex gehörende Gartenanlage als „geschützte Landschaft“ bewertet sowie 1994 Brunnen und Mauer aus dem 17. Jahrhundert nachträglich als Denkmalobjekt bestätigt.

## Geschichte
Mit dem Katastereintrag aus dem Jahr 1645 ist erstmals ein Haus namens „Vogelsang“ am Zusammenfluss von Haas- und Schimmericher Bach belegt, das dem späteren Eintrag Nispert 1 entspricht. Besitzer war die Familie Michel Willems (damalige Schreibweise: Mychgill Wyellems), die das Haus ihrem Sohn oder Enkel Michel Willems dem Älteren († 1692) vererbten. Dieser übertrug es seinerseits seinem Sohn Nikolaus (1653–1729), dem Vater von Michel Willems dem Jüngeren (1694–1766), dem späteren Bankier und Erbauer von Hôtel d’Ansembourg in Lüttich. Nachdem Nikolaus Willems sich 1703 entschieden hatte, in die zentral gelegene Eupener Gospertstraße zu ziehen, wo er ein großes Haus erworben hatte, verkaufte er 1707 das Haus Nispert an Johann Püngeler, der dieses dann 1743 an Arnold Römer veräußerte. Dabei scheint sich Römer aber verkalkuliert zu haben, denn nur ein Jahr später verkaufte er Grundstück, Behausungen und Wirtschaftsgebäude an den aus Hülchrath zugezogenen Kaufmann und Färbereibesitzer Erich Adolph Görtz (1697–1757) und seine Ehefrau Isabella, geb. Fey (1698–1770), die dort eine Schönfärberei einrichteten.
Görtz hatte sowohl familiäre als auch geschäftliche Beziehungen zu dem Tuchfabrikanten Johann von Wespien in Aachen, für den der Aachener Stadtbaumeister Johann Joseph Couven 1734 das so genannte Wespienhaus erbaut hatte. Dadurch kam im Jahr 1742 für Couven der Auftrag zustande, auch das Herrenhaus Nispert inklusive der Gartenanlage grundlegend neu zu gestalten. Nach erfolgten Um- und Anbauten ließ Görtz von Couven im Jahr 1747 zusätzlich eine dem Haus angeschlossene Kapelle erbauen, für deren Finanzierung sein Aachener Verwandter Wespien Gelder aus einer Stiftung zur Verfügung gestellt hatte. Die Kapelle wurde dem Johannes den dem Täufer geweiht und sollte den Bewohnern des Ortsteils Nispert den Weg zur Pfarrkirche St. Nikolaus ersparen.
Nach dem Tod von Erich Adolph Görtz erbte sein Sohn Hermann Heinrich Görtz (1728–1782), das Anwesen, der seit 1768 mit Johanna Maria Mostert (1746–1802) verheiratet war. Die Initialen „HHG“ und „MM“ der Eheleute sind noch heute in den beiden eisernen Wetterfahnen des Anwesens mit jeweils links neben der Jahreszahl 1777 zu erkennen. In der ersten Hälfte des 19. Jahrhunderts musste der gesamte Besitz öffentlich versteigert werden und der Rotfärber Johann Wilhelm Fettweiß (1786–1861) aus Grünenthal bei Monschau erhielt den Zuschlag. Er übernahm Haus Nispert und führte dort auch den Betrieb der Färberei weiter. Sein Sohn Leo Fettweiß (1841–1922) erbte die Anlage, die seine Witwe Katharina Warlimont (1852–1941) im Jahr 1935 an den Redemptoristenorden verkaufte. Bis auf einige kleinere Veränderungen vor allem im Park ließ die Familie Fettweiß keine baulichen Modernisierungen vornehmen und auch die Redemptoristen unterteilten lediglich die Räume in den beiden Obergeschossen in Mönchszellen. Nach dem Auszug des Ordens aus Eupen erwarb im Jahr 1960 der Eupener Arzt Victor Nyssen (1919–2005) das Anwesen, in dessen Familienbesitz es bis zum heutigen Tage verblieben ist und der es maßgeblich denkmalgerecht grundlegend sanieren ließ.
In Erinnerung an den Baumeister Couven, der für mehrere Bürgerhäuser Eupens die Pläne geliefert hatte, wurde im Rahmen einer Ortssanierung im Jahr 2001 der Platz vor dem Haus neu gestaltet und unter anderem mit einem Brunnen versehen sowie der „Nisperter Platz“ in „Couvenplatz“ umgetauft, wobei das Haus Nispert nun die Adresse Couvenplatz 1 erhielt. Darüber hinaus wurde Haus Nispert und die Kapelle Nispert in die länderübergreifende Initiative Wollroute aufgenommen.

## Baucharakteristik
Bei dem Herrenhaus handelt es sich um ein nicht symmetrisch gegliedertes fünfachsiges und dreigeschossiges Gebäude mit hohem Walmdach aus Schiefer mit betonten Aufschieblingen. Die optische Unsymmetrie kommt zustande, indem zwischen der zweiten und dritten sowie zwischen der vierten und fünften Achse ein größerer Abstand besteht, wogegen sich der kleine Dreiecksgiebel mit seiner antiken ovalen Uhr anstelle eines Ochsenauges mittig der straßenseitigen Traufe erhebt.
In der unteren Etage ist das Ziegelsteinmauerwerk gut zu erkennen, wobei der untere Teil der Fassade bis einschließlich zu den Sohlbänken der Rechteckfenster sowie der als Gesims verlängerte Sturz der Fenster und deren in Zahnschnittfolge angelegten Gewänden und die Eckquader des Untergeschosses durchgehend aus Blausteinelementen besteht. Dagegen ist die Fassade in den oberen Etagen mit Schieferplatten verkleidet, unter denen sich Teile des alten Fachwerkbaus befinden, der für die Zeit vor 1700 im Ort üblich war. Damit ist ersichtlich, dass große Teile der ursprünglichen Haussubstanz bei Couvens Um- und Ausbaumaßnahmen mit verwendet worden sind und es sich nicht um einen kompletten Neubau handelt. Die Parterrefenster waren in früheren Jahren durch Außenjalousien geschützt, die heutzutage durch Gitterstäbe ersetzt worden sind. Der Hauseingang befindet sich in der rechten Einzelachse und ist mit einer Tür neuerer Machart ausgestattet, über der ein Sprossenfenster mit radial angeordneten Sprossen eingelassen ist.

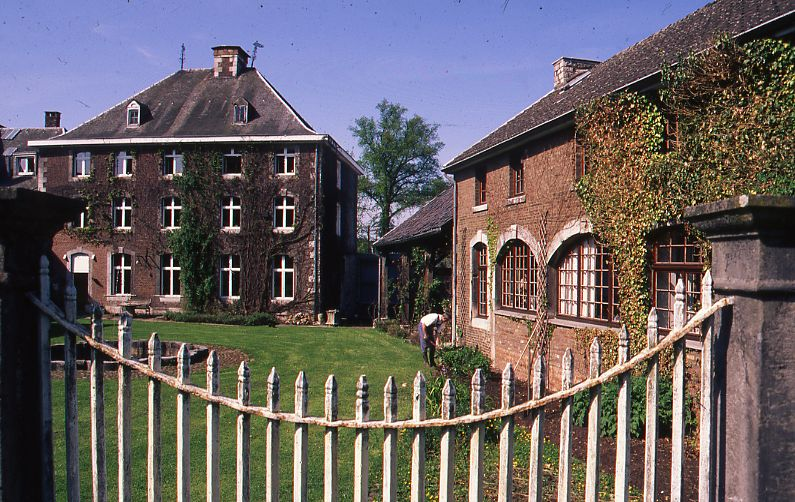
Rückwärtige Ansicht

Die durchweg in Ziegelbauweise gehaltene Rückfassade des Herrenhauses zeigt sich hier mit seinen fünf Achsen symmetrisch gegliedert. Die stichbogigen Fenster- und Türöffnungen sind mit Keilsteinen aus der zweiten Hälfte des 18. Jahrhunderts versehen. Im Walmdach sind oberhalb der zweiten und vierten Achse zwei kleinere Gauben mit Dreiecksgiebel eingelassen. Das Dach wird von einem rechteckigen Schornstein aus Ziegelsteinen mit Eckquadern in Zahnschnittfolge durchstoßen und ist an den Ecken des Firstes mit zwei schmucken Wetterfahnen bestückt, auf denen bei der einen die Angaben „1777 HHG“ und bei der anderen „1777 MM“ eingraviert sind.
Links des Herrenhauses schließt sich ein abgeflachter Torbogen aus Blausteinelementen an, der als Zufahrt zum Gartenbereich und zu den eineinhalbgeschossigen schmalen und stark veränderten alten Ställen und Schuppen linker Hand des Grundstücks dient. Rechts des Hauses erstreckt sich ein zweigeschossiger und zweiachsiger Anbau, der in Form und Stil dem Hauptgebäude nachempfunden ist. Dieser Anbau geht gartenseitig über in einen in mehreren Phasen und mit unterschiedlichem Durchmesser erbauten zweigeschossigen Flügel im Stil der Rückfassade des Haupthauses und füllt die rechte Seite des Gesamtgrundstücks aus. Im Inneren dieses Anbaus existiert ein Durchgang zu der rechts dieses Gebäudes anschließenden Nisperter Kapelle.
Im Inneren des Herrenhauses finden sich noch zahlreiche Spuren der ursprünglichen barocken Gestaltung wie beispielsweise Ledertapeten aus Mechelen und mit Leinwandgemälden bespannte Wände, auf denen unter anderem Szenen der bukolischen Dichtung zu sehen sind, sowie stuckverzierte Decken, Kamine und Wände. Auch eine alte Wasserpumpe, eingebaut in einem Wandschrank in der Küche, stammt noch aus der Zeit der Familie Görtz.

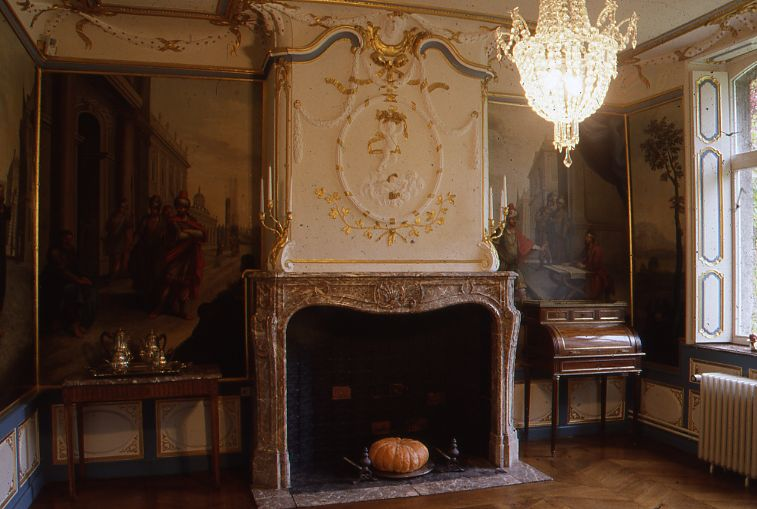
Kaminzimmer
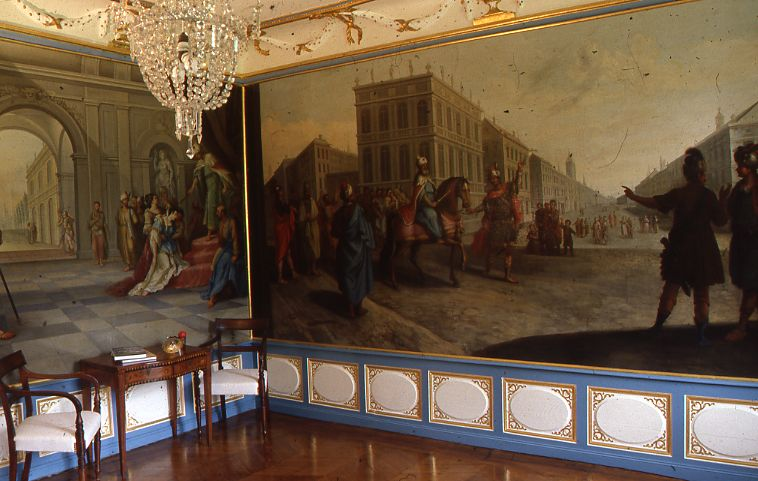
Salon
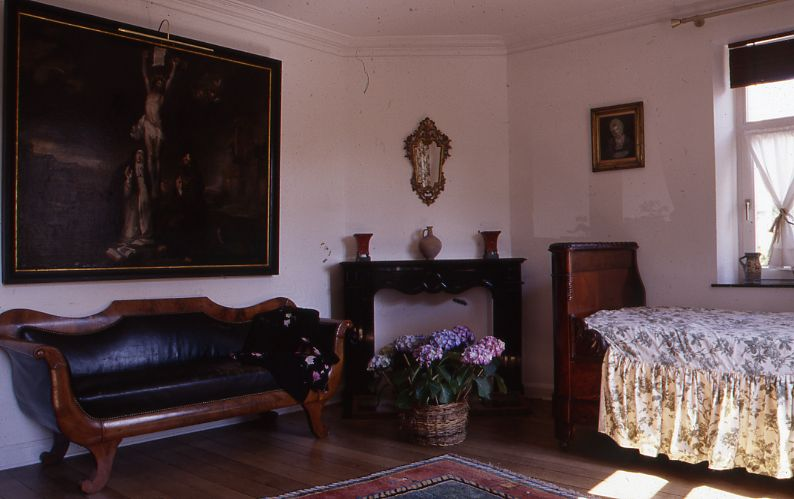
Gästezimmer

### Garten

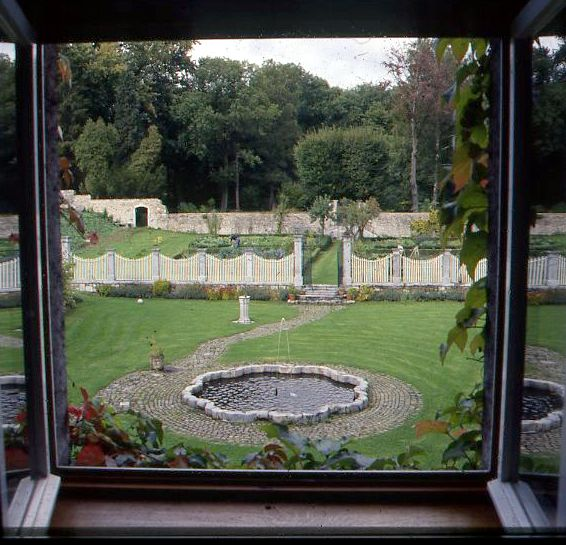
Blick in den Garten
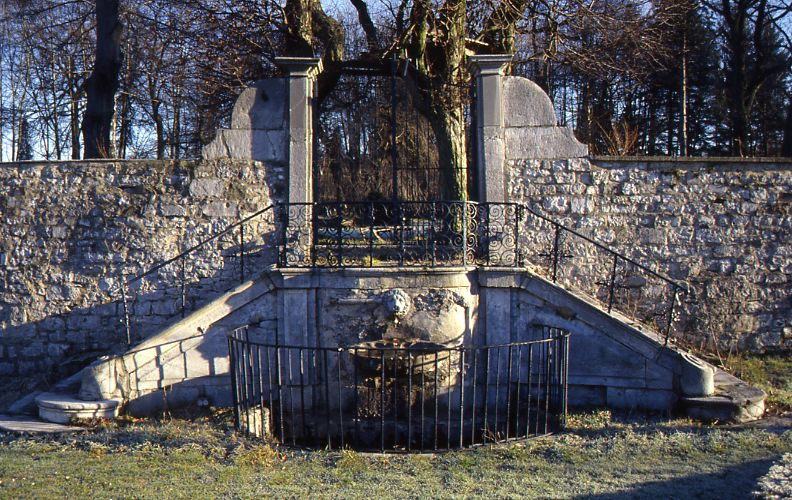
Durchgang mit Brunnen

Der parkähnliche Garten geht ebenfalls auf Pläne von Couven zurück und ist in drei Ebenen mit unterschiedlichen Höhen angelegt, die mit Stützpfeilern und geschwungenen Gitterelementen unterteilt sind. Blickfang der ersten und hausnahen Ebene ist das polygonale Brunnenbecken, dem sich im zweiten Abschnitt ein weitläufiger und systematisch gegliederter Zier- und Nutzgarten anschließt, dem bis zur Außenmauer die dritte und höher gelegte Ebene mit zwei angelegten Weihern und altem Baumbestand folgt. Der Durchgang vom mittleren zum hinteren Gartenbereich verläuft über eine doppelseitige Freitreppe unter der ein Brunnenbecken mit einem Löwenkopf und einem darunter liegenden Auffangbecken eingelassen ist. An seinen Außengrenzen ist die Gartenanlage mit einer breiten stabilen Bruchsteinmauer eingefasst, die noch aus dem 17. Jahrhundert stammt und deren Oberkante mit Dachziegeln ausgekleidet ist.